# История почты и почтовых марок Восточной Африки и Уганды

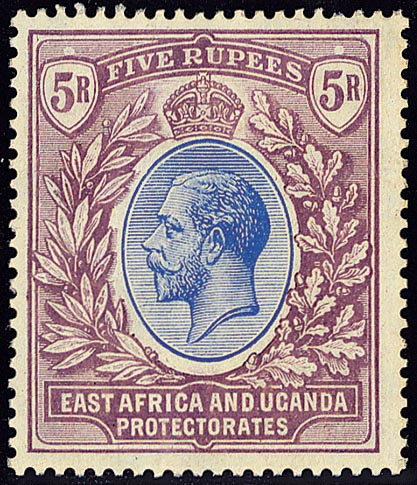
Почтовая марка номиналом 5 рупий протекторатов Восточной Африки и Уганды, 1912 г.

Протектораты Восточной Африки и Уганды (англ. East Africa and Uganda Protectorates) — название, использовавшееся объединённой почтовой службой протекторатов Великобритании, Британская Восточная Африка и Уганда в период с 1 апреля 1903 года по 22 июля 1920 года.

## Протектораты Восточной Африки и Уганды
В 1903 году почтовая администрация выпустила почтовые марки с портретом короля Великобритании Эдуарда VII и надписью англ. «East Africa and Uganda Protectorates» («Протектораты Восточной Африки и Уганды»). Тот же базовый дизайн использовался на протяжении всего периода с новыми водяными знаками и в новом цвете в 1904 и 1907 годах, соответственно, и с заменой портрета Эдуарда VII на портрет короля Георга V в 1912 году. 
В 1919 году на почтовой марке номиналом 6 центов была сделана надпечатка нового номинала 4 цента.
В то время как почтовые марки более низких номиналов встречаются часто, марки номиналом до 500 рупий продавались, в основном, для использования в качестве фискальных марок. Случаи почтового обращения почтовых марок более высоких номиналов редки, и такие марки стоят дорого.

## Кения и Уганда

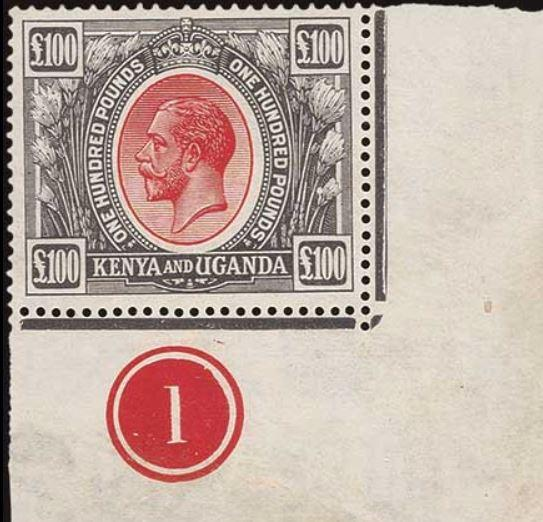
Почтовая марка Кении и Уганды, 1925 г.

23 июля 1920 года Британская Восточная Африка стала коронной колонией Кения, за исключением прибрежной полосы, которая осталась протекторатом. После чего на почтовых марках стали писать: англ. «Kenya and Uganda» («Кения и Уганда»).

## Цельные вещи

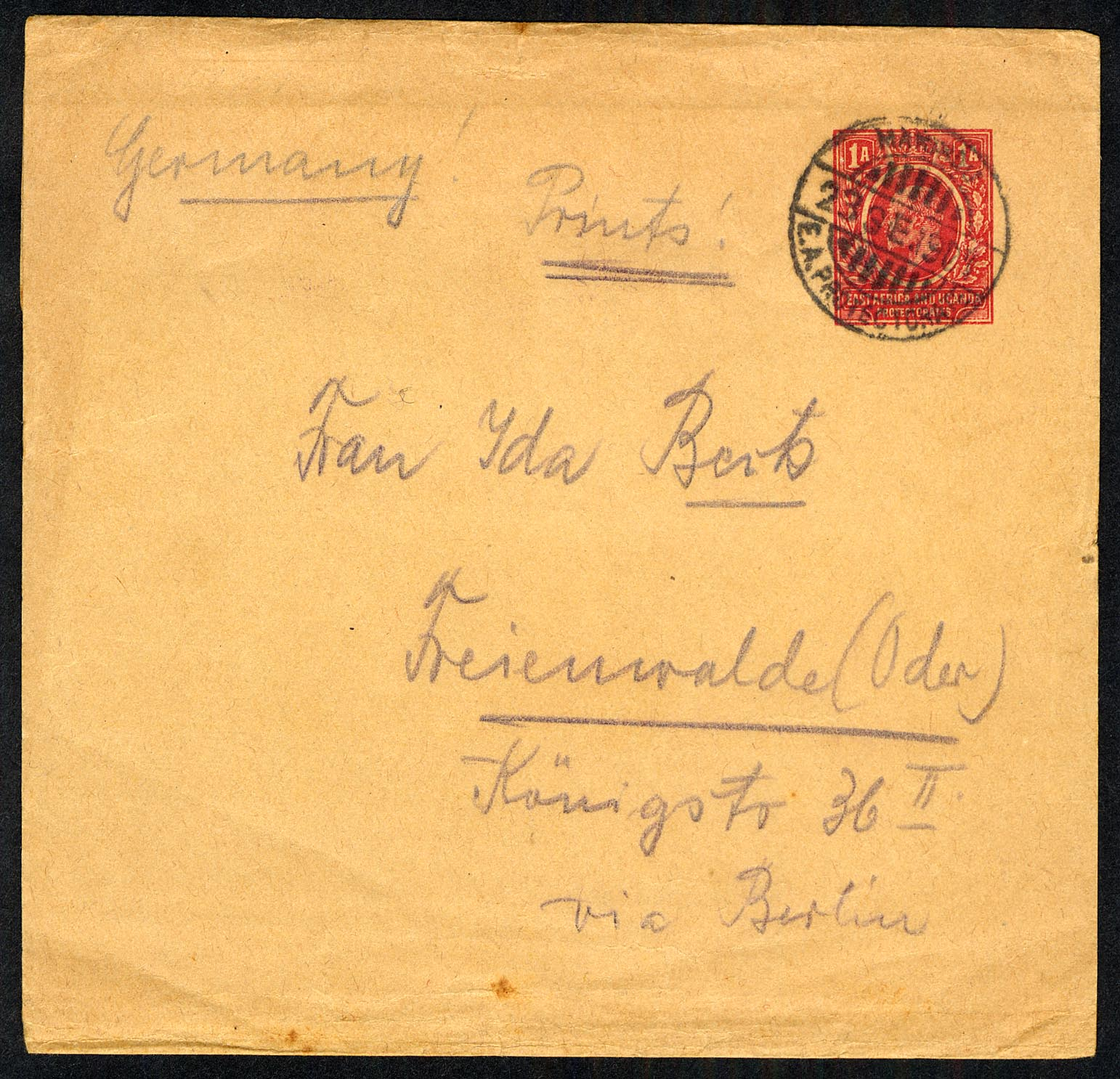
Бандероль Восточной Африки и Уганды номиналом 1 анна, погашенная 23 сентября 1901 г. почтовым штемпелем «Malindi E.A. Protectorate» («Малинди. Протекторат Восточной Африки»), отправленная в Германию

Почтовая администрация Восточной Африки и Уганды выпускала маркированные конверты, заказные конверты, бандероли, почтовые карточки и бланк телеграммы. Рисунок почтовых марок, напечатанных на заказных конвертах, бандеролях и почтовых карточках был аналогичен рисунку, который использовался на почтовых марках.
Всего было выпущено четыре маркированных конверта, на всех напечатанных марках присутствовал овал с портретом короля. Конверт номиналом одна анна был выпущен в 1904 году, конверт номиналом шесть центов был выпущен в 1907 году и, наконец, конверты номиналом шесть и десять центов были выпущены с портретом короля Георга в 1912 году.
Установлено, что были выпущены в общей сложности одиннадцать конвертов заказных писем, с учетом разных размеров: три во время правления Эдуарда VII и восемь во время правления Георга V.
Были изготовлены три разных бандероли с изображением Эдуарда VII и две — Георга V.
Известно, что всего было выпущено 12 почтовых карточек: восемь во время правления Эдуарда VII и четыре во время правления Георга V.

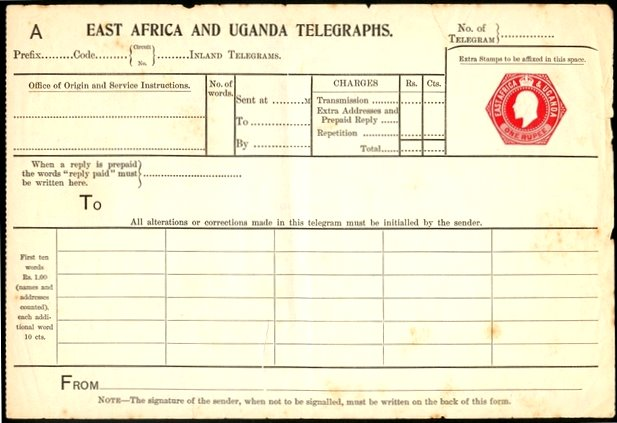
Бланк телеграммы, 1903 г.

Одной из необычных цельных вещей, выпущенных в 1903 году, был бланк телеграммы с напечатанной почтовой маркой номиналом одна рупия. Рисунок почтовой марки был шестиугольной формы с портретом Эдуарда VII в круге в центре.